# Manzi (cognome)
Manzi è un cognome di lingua italiana.

## Varianti
Manselli, Mansi, Manso, Manzari, Manzella, Manzelli, Manzello, Manzetti, Manzetto, Manzilli, Manzillo, Manzin, Manzini, Manzino, Manzo, Manzoli, Manzon, Manzone, Manzoni, Manzotti, Manzotto, Manzu, Manzù, Manzuelli, Manzulli, Manzullo.

## Origine e diffusione
Il cognome è diffuso in tutta Italia.
Potrebbe derivare dal mestiere del capostipite, allevatore di manzi, o dal prenome Mansueto.
Le varianti Manzi, Manzoli e Manzoni sono centro-settentrionali; Manzo e Mansi sono meridionali; Manso è campano.

## Persone
- Alberto Manzi (1924-1997) – pedagogista, personaggio televisivo e scrittore italiano
- Alfredo Manzi (...) – scenografo italiano
- Andrea Manzi (1997) – nuotatore italiano